# Магирица
Магирица, магерица (греч. μαγειρίτσα) — традиционный пасхальный суп, который готовят греки в Великую субботу. Этот суп едят после праздничной церковной службы вместе с другими традиционными пасхальными блюдами (салатом с сыром, цуреками, крашенками). Греки, проживающие в Канаде и Соединённых Штатах, так и называют этот суп — «пасхальный».

## Способ приготовления
Магирицу готовят из бараньего ливера (сердца, почек, печёнки, лёгких, кишок), лука, зелени и соуса авголемоно, которым загущают суп. В некоторых районах Греции мигирицу готовят с рисом и совсем без добавления зелени. В Фессалии магирицу готовят в виде рагу с большим количеством овощей, но без риса.